# Famille Gerini
Pour les articles homonymes, voir Gerini.

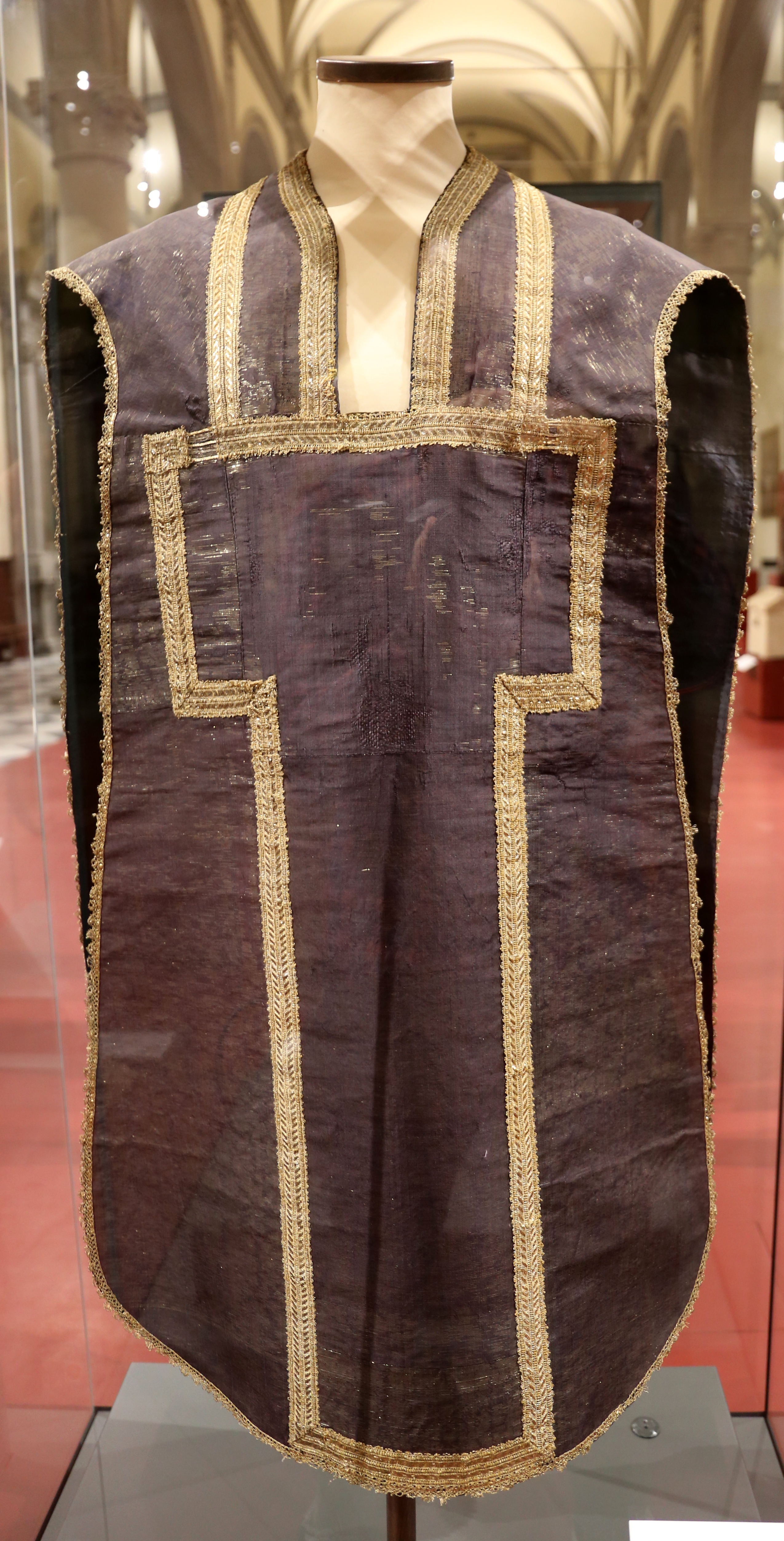

La  famille Gerini est une famille d'artistes italiens, de peintres florentins :
- Niccolò di Pietro Gerini (~1368 - ~1415)
- Lorenzo di Niccolò Gerini (1376-1440) et son fils :
  - Lorenzo Gerini, élève de Lorenzo di Niccolò di Martino

## Pour approfondir